# Trichopelma spinosum
Trichopelma spinosum är en spindelart som först beskrevs av Pelegrín Franganillo Balboa 1926.  
Trichopelma spinosum ingår i släktet Trichopelma och familjen Barychelidae. Artens utbredningsområde är Kuba. Inga underarter finns listade i Catalogue of Life.